# Овчачек, Эдуард
Эдуард О́вчачек (чеш. Eduard Ovčáček; 5 марта 1933[…], Тршинец[…] — 5 декабря 2022) — чешский художник, график, скульптор; профессор искусств Остравского университета. Занимается также коллажем, художественной фотографией, инсталляцией, классической, структурной и цифровой графикой.

## Жизнь и творчество
В период между 1957 и 1963 годами Э. Овчачек учится в Академии изящных искусств и дизайна в Братиславе, у профессора Петра Матейки. Затем — в Академии художеств, архитектуры и дизайна в Праге у профессора Антонина Кубала. В эти годы Овчачек выбирает как основное для своего творчества именно графическое искусство. Совместно со своим другом, Милошем Урбашеком, Овчарек в 1960 году создаёт независимую художественную группу Конфронтация. Преимущественно эта группа работала в стиле информель, одной из разновидностей абстрактного искусства.
С начала 1960-х годов Э. Овчарек устанавливает и поддерживает творческие отношения с художниками Польши, эти дружеские контакты не были прерваны и после вступления в Прагу войск стран Варшавского договора в 1968 году. Особенно тесной была дружба с Марианом Богушем, одним из талантливейших польских художников того времени. В 1967 году Овчарек становится соучредителем Клуба конкретистов. В конце 1960-х он создаёт множество графических работ, созданных в стиле становящихся популярными поп-арт и оп-арт. Эти его работы представляют собой смешение абстрактно исполненных буквенных знаков, классических библейских текстов и эротически выполненных человеческих фигур. В 1963—1968 годах художник преподавал в Оломоуцком университете.
Овчачек осудил оккупацию Чехословакии в 1968 году, занимался диссидентской и подпольной деятельностью. Его графическая серия Lesson by Great A была направлена против вмешательства войск стран Варшавского договора в чехословацкие события. Эта и другие его работы были опубликованы в чехословацком журнале «Literární listy». Э. Овчарек был одним из деятелей культуры Чехословакии, подписавших Хартию 77.
В конце XX столетия Овчачек занимается инсталляционными проектами, внедрением цифровых технологий в графику. В 2009 году в Остраве состоялась первая ретроспективная выставка художественной фотографии Э. Овчачека (включала также эротические снимки).
Жил и работал в Остраве, преподавал в Колледже художеств Остравского университета. Работы художника находятся во многих музеях Чехии, а также в музеях и частных коллекциях Европы, Азии и Америки.

## Награды
- 1965 Международная выставка «Złote grono», Зелена Гура, Польша, Премия за графическое искусство;
- 1968 I. Биеннале «Výzkumy grafiky», Йиглава, Чехословакия, Грамота за заслуги в графическом искусстве;
- 1995 I. Международное триеннале графики INTER-KONTAKT-GRAFIK 1995, Прага, Чехия, Большой Приз города Прага, Прага-Краков
- 1996 Биеннале чешской графики, Премия Чехии за графическую коллекцию работ;
- 1998 Международная выставка графики, посвящённая 100-летию со дня смерти Ф. Ропса, Намюр, Бельгия; I премия за графические работы
- 1999 Премия Владимира Будника, Прага, Чехия;
- 2000 Графическая работа года, Грамота о заслугах категории A, Прага, Чехия;
- 2004 Графическая работа года, Грамота о заслугах категории A, Прага, Чехия;

## Книги
- 1995 Lesson by Great A, антология конкретной и визуальной поэзии, изд. Trigon, Прага, 1995;
- 1999 Eduard Ovčáček: Художественные работы 1959—1999, изд. Gema Art, Praha, 1995;
- 2007 Eduard Ovčáček 1956—2006, Монография, изд. Gallery, Praha, 2007.

## Членство в художественных группах
- Шаги;
- Худ. группа «Другая геометрия»;
- Клуб конкретистов (1967, сооснователь);
- Новый союз пражских художников (1992);
- SČUG Hollar (с 2001);
- SVÚ Mánes (1992—2004 временное членство).

## Галерея
- https://web.archive.org/web/20100116082400/http://www.cmvu.cz/cz1237e4/eduard-ovcacek/ Картины Э. Овчачека
- «Eduard Ovcacek», Работы Э. Овчачека в Artnet